# Nervus thoracodorsalis
Der Nervus thoracodorsalis (von lateinisch thorax „Brustkorb“, dorsum „Rücken“) ist ein Nerv des Plexus brachialis. Seinen Ursprung hat er im 6. bis 8. Halssegment des Rückenmarks (C6-C8) und verlässt den Plexus im Fasciculus posterior zwischen den Abgängen des Nervus subscapularis superior und inferior. Der Nerv läuft mit den gleichnamigen Gefäßen (Arteria thoracodorsalis, Vena thoracodorsalis) entlang der Innenseite des Musculus latissimus dorsi und innerviert diesen. Beim Menschen ist er teilweise auch für die Innervation des Musculus teres major verantwortlich (gelegentlich zusammen mit dem Nervus subscapularis).